# 由宇温泉
由宇温泉（ゆうおんせん）は、山口県岩国市（旧国周防国）由宇町にある温泉。

## 泉質
放射能泉（アルカリ性単純弱放射能冷鉱泉）。

## 周辺環境
県道149号沿い、由宇川のほとりに位置し、「ゆう温泉」にて入浴できる。施設の眼前には藤吉稲荷神社があり周辺にはのどかな自然環境が広がる。付近には広島東洋カープ由宇練習場がある。

## 歴史
平安時代の「和名抄」に由宇郷の記載があり、湯（温泉）が出るので由宇と付けられたという。しかし、今日の由宇温泉の開発は昭和30年（1950）に町営事業としてボーリングを実施してからで、翌年に温泉が開業した。昭和58年（1978）に新泉源の開発に成功した。かつては複数の旅館があったが、現在は「ゆう温泉」が唯一の入浴施設として残っている。

## アクセス
- 車 : 山陽自動車道 玖珂I.C → ゆう温泉　約20分
- バス：JR山陽本線由宇駅から防長交通笠塚行きバスで12分、ゆう温泉下車すぐ